# Burbank (Los Angeles County)
Burbank ist eine Großstadt im Los Angeles County im US-Bundesstaat Kalifornien der Vereinigten Staaten.
Das U.S. Census Bureau hat bei der Volkszählung 2020 eine Einwohnerzahl von 107.337 ermittelt.

## Geographie
Das 45 Quadratkilometer große Stadtgebiet ist auf drei Seiten von der Millionenmetropole Los Angeles umgeben. Es liegt unmittelbar nördlich der Ausläufer der Santa Monica Mountains.

## Geschichte

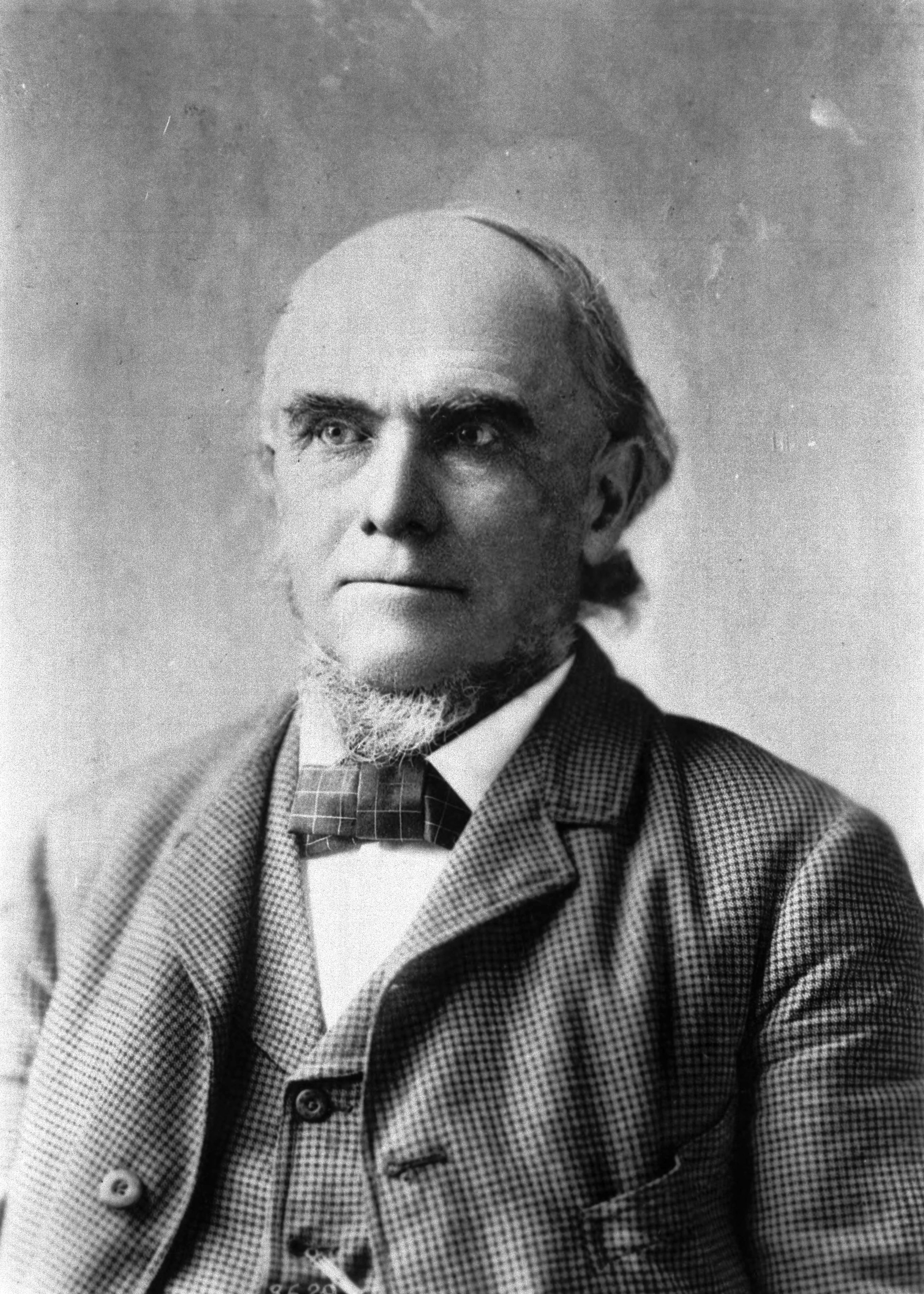
David Burbank

Die Ansiedlung Burbank wurde durch David Burbank gegründet, der 1867 das Land kaufte und um die Ansiedlung eine Schafsfarm gründete. Zur Stadt wurde der Ort 1887. Sitz der Stadtverwaltung ist die von 1941 bis 1943 errichtete Burbank City Hall. Burbank ist eine der wenigen Gemeinden im San Fernando Valley, die ihre Unabhängigkeit von Los Angeles bewahren konnten. Der Grund dafür liegt darin, dass Burbank über eigene Trinkwasserreserven verfügt, während die meisten umliegenden Gemeinden zu Beginn des 20. Jahrhunderts den Anschluss an die Wasserversorgung mit dem Verlust ihrer Unabhängigkeit bezahlen mussten.

## Wirtschaft
Zum Wachstum der Stadt trug ab 1928 besonders die Ansiedlung der Lockheed Aircraft Company bei. Im selben Jahr eröffnete in Burbank der Angeles Mesa Drive Airport, heute bekannt als Hollywood Burbank Airport. Außerdem haben bekannte Unternehmen der Medienbranche wie die Walt Disney Company oder die Warner Bros. ihren Sitz in Burbank. In Burbank spielen verschiedene Serien und Filme, u. a. Chuck.
Die größten Arbeitgeber waren 2023:
| Arbeitgeber                          | Arbeitnehmer |
| ------------------------------------ | ------------ |
| Warner Bros. Discovery               | 10.000       |
| The Walt Disney Company              | 7.800        |
| Hollywood Burbank Airport            | 2.685        |
| Providence St. Joseph Medical Center | 2.507        |
| Burbank Unified School District      | 2.000        |
| City of Burbank                      | 1.433        |
| Nickelodeon                          | 895          |
| Netflix                              | 850          |
| Cast & Crew                          | 784          |
| Deluxe Shared Services               | 668          |

## Kultur
Requisiten aus Cold Case – Kein Opfer ist je vergessen und The Karate Kid sind im Martial Arts History Museum am Magnolia Boulevard ausgestellt. Es zeigt in der Sektion Medien die Geschichte asiatischer Kampfkünste.
Im McCambridge Park ehrt ein Denkmal die US-Soldaten des Zweiten Weltkrieges.
Leicht westlich vom Stadtzentrum ist die St. Robert Bellarmine Church zu besichtigen, eine katholische Kirche mit angegliederter Schule.

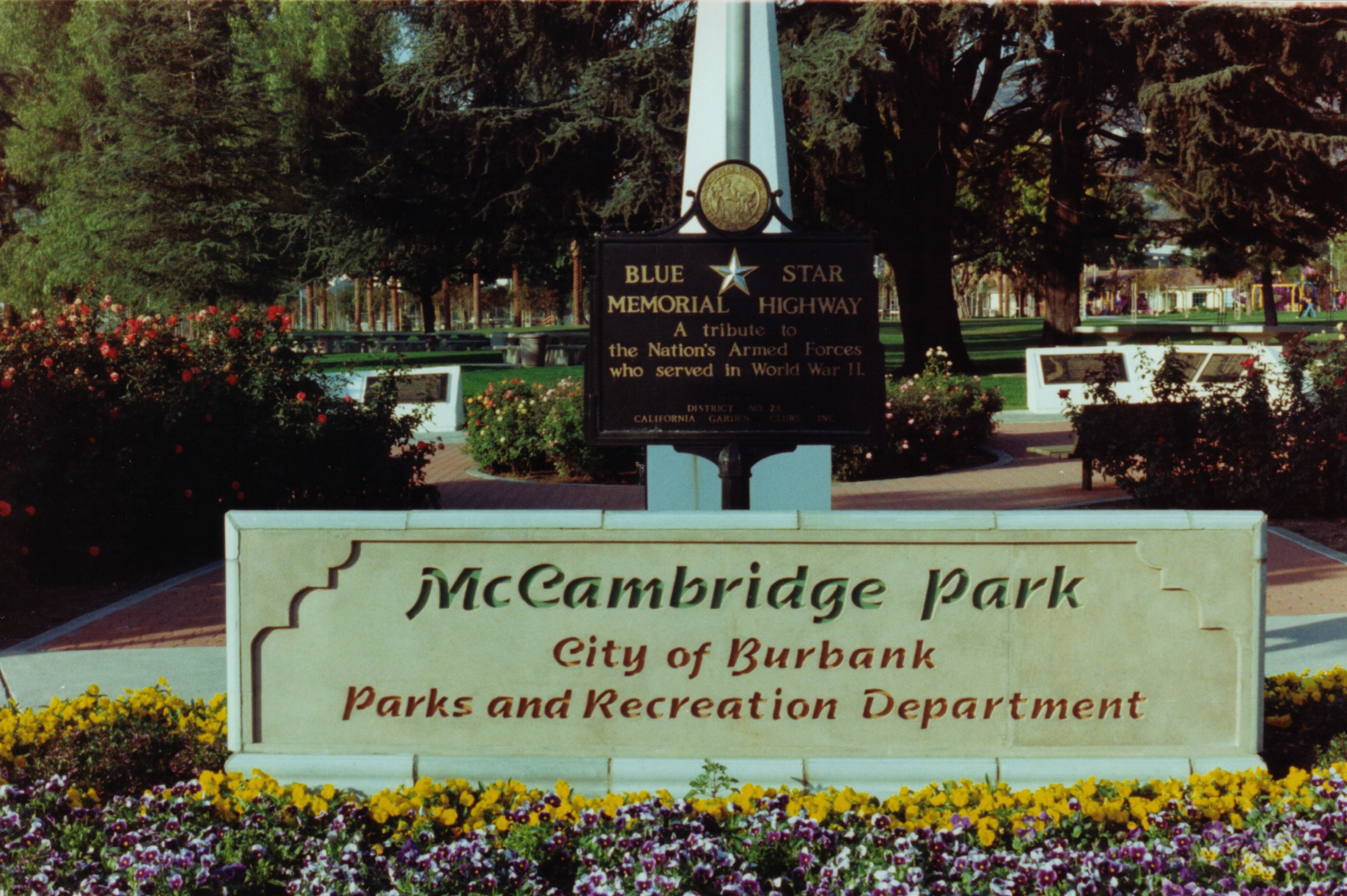
McCambridge Park
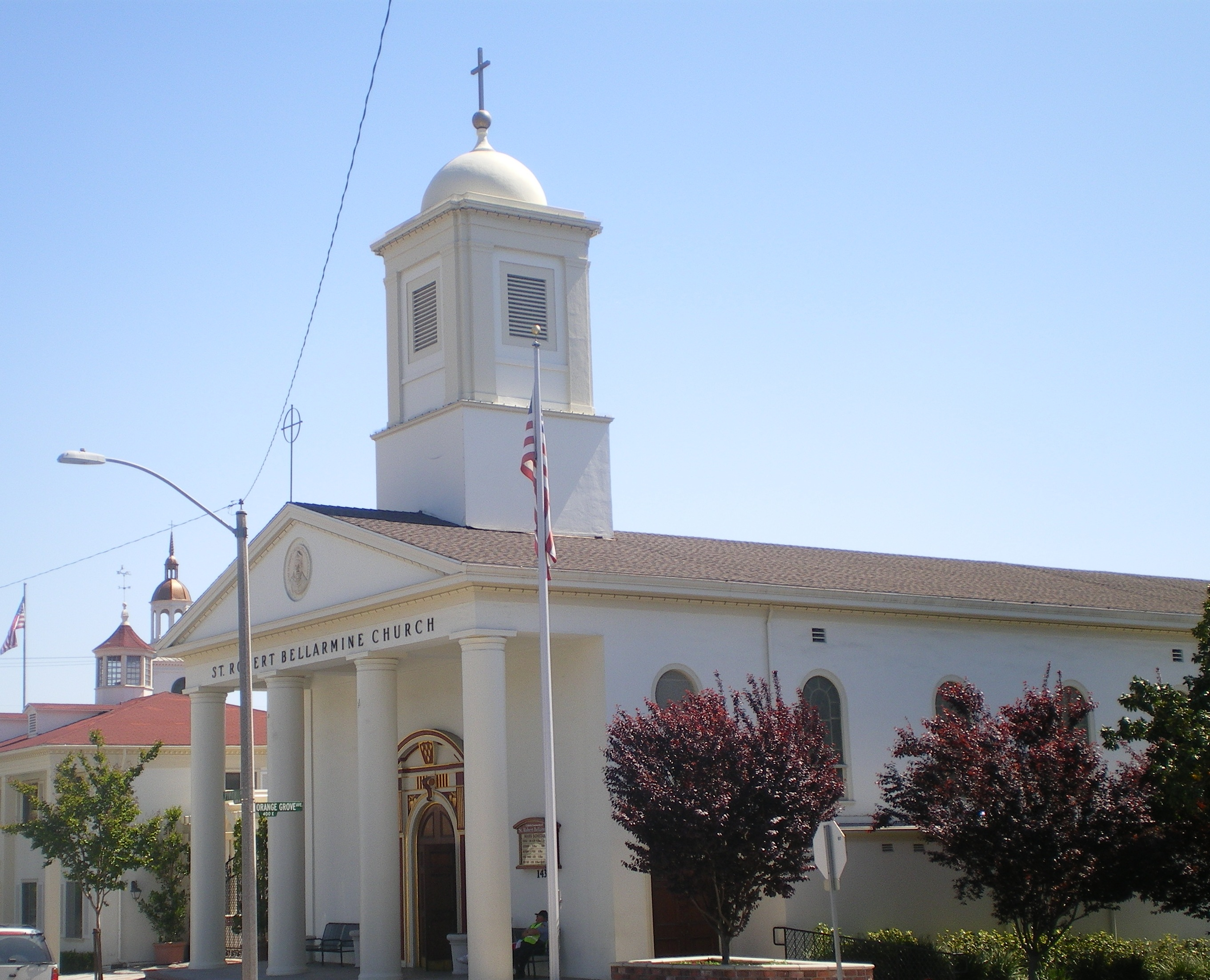
St. Robert Bellarmine Church
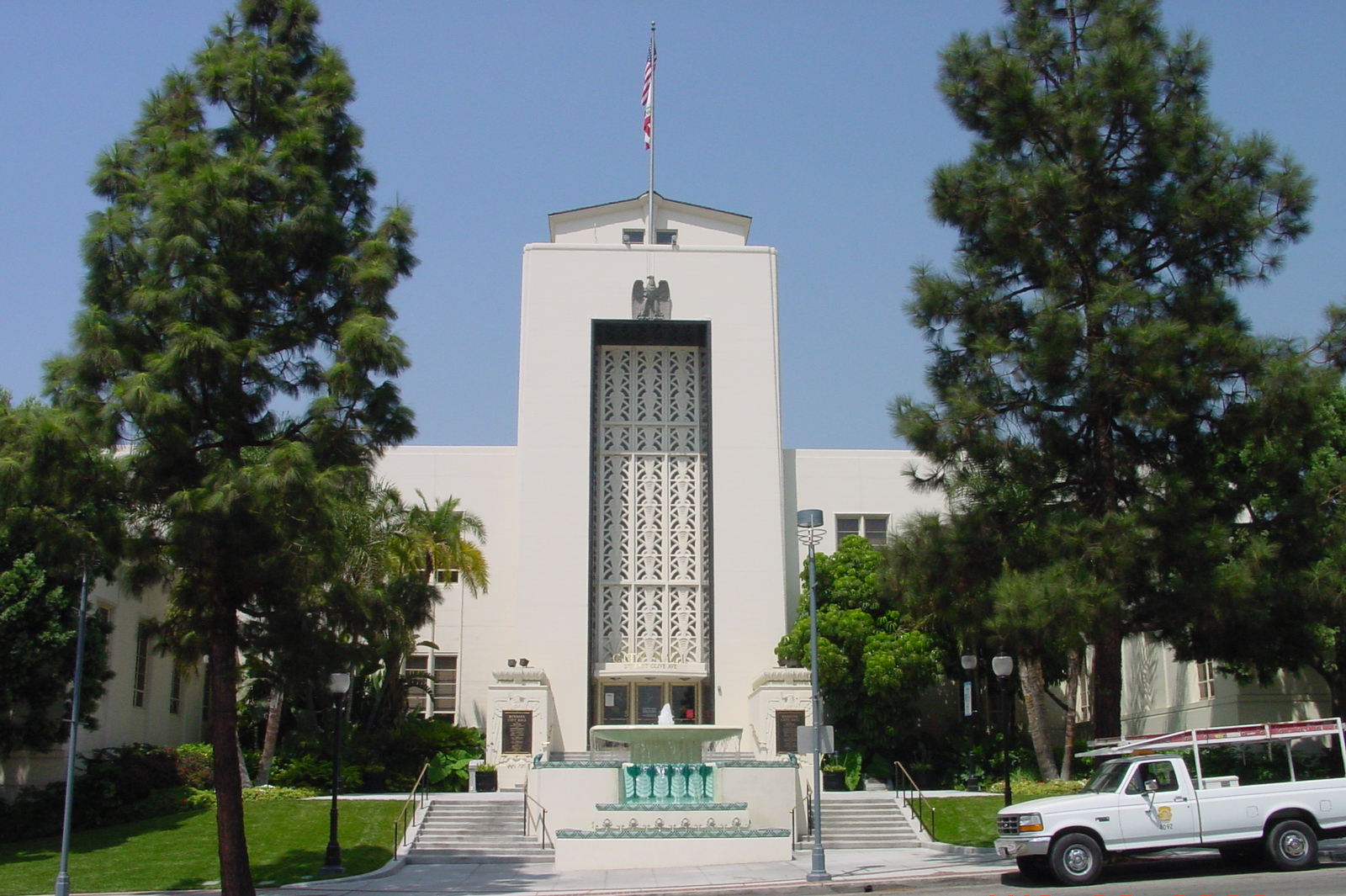
Rathaus

## Partnerstädte
- Paterna, Spanien
- Incheon, Südkorea
- Ōta, Japan
- Solna, Schweden
- Gaborone, Botswana

## Söhne und Töchter der Stadt
- Don Lusk (1913–2018), Animator und Regisseur
- Manuel Ayulo (1921–1955), Autorennfahrer
- Juliet Anderson (1938–2010), Pornodarstellerin
- John DeCuir junior (* 1941), Filmarchitekt und Firmenmanager
- John Gross (* 1944), Jazzmusiker, Musikproduzent und Autor
- Steve Kanaly (* 1946), Schauspieler
- Jay Ferguson (* 1947), Musiker und Komponist
- Paul Barrère (1948–2019), Rockgitarrist und -sänger
- Edmund Kemper (* 1948), Serienmörder
- John Ritter (1948–2003), Film- und Fernsehschauspieler
- Henry A. Alviani (* 1949), Komponist, Chordirigent und Musikpädagoge
- Bonnie Raitt (* 1949), Rhythm-and-Blues- und Country-Sängerin
- Samuel Joseph Aquila (* 1950), römisch-katholischer Erzbischof von Denver
- Jay Benedict (1951–2020),  Schauspieler und Synchronsprecher
- Bruce Gary (1951–2006), Rockmusiker
- Andrew Gold (1951–2011), Sänger, Musiker und Liedtexter
- Mark Harmon (* 1951), Schauspieler, Regisseur und Fernsehproduzent
- Wiley Miller (* 1951), Cartoon- und Comiczeichner
- Michael G. Vickers (* 1953), Verteidigungsexperte
- Rene Russo (* 1954), Filmschauspielerin und Model in der Modebranche
- Larry Mathews (* 1955), Kinderdarsteller und Schauspieler
- Bruce Reitherman (* 1955), Kameramann, Drehbuchautor, Produzent und Synchronsprecher
- Carrie Fisher (1956–2016), Schauspielerin
- David C. Lane (* 1956), Religionswissenschaftler
- Sandy Neilson (* 1956), Schwimmerin
- Aissa Wayne (* 1956), Schauspielerin
- Laura Johnson (* 1957), Schauspielerin
- Tim Burton (* 1958), Autor, Produzent und Filmregisseur
- Vicki Peterson (* 1958), Pop- und Rockmusikerin
- Eve Plumb (* 1958), Schauspielerin
- Clint Howard (* 1959), Schauspieler
- Lynne Jewell (* 1959), Seglerin
- Erin  Moran (1960–2017), Kinderdarstellerin und Schauspielerin
- Tim Friday (* 1961), Eishockeyspieler
- Jeff Bennett (* 1962), Synchronsprecher, Stimmenimitator, Sänger und Schauspieler
- Mark Cockerell (* 1962), Eiskunstläufer
- Sean McNamara (* 1963), Filmregisseur, -produzent, Schauspieler und Drehbuchautor
- Todd Sand (* 1963), Eiskunstläufer
- Jill Schoelen (* 1963), Schauspielerin
- Howard Berger (* 1964), Maskenbildner, Emmy- und Oscarpreisträger
- Jim Pugh (* 1964), Tennisspieler
- Doug Savant (* 1964), Schauspieler
- Angela Summers (* 1964), Pornodarstellerin und Striptease-Tänzerin
- Loryn Locklin (* 1965), Schauspielerin
- Debbe Dunning (* 1966), Schauspielerin
- Jennifer Grant (* 1966), Schauspielerin
- Joely Fisher (* 1967), Schauspielerin
- Missy (1967–2008), Pornodarstellerin
- Gonzalo Lira (1968–2024), chilenisch-US-amerikanischer Autor, Regisseur und YouTuber
- Tricia Leigh Fisher (* 1968), Schauspielerin und Sängerin
- Ami Dolenz (* 1969), Film- und Fernsehschauspielerin
- David DeLuise (* 1971), Schauspieler
- Wil Wheaton (* 1972), Schauspieler und Autor
- Eddie Cibrian (* 1973), Schauspieler
- Roxanne Blaze (* 1974), Pornodarstellerin
- Natasha Kuchiki (* 1976), Eiskunstläuferin
- Guy Mariano (* 1976), professioneller Skateboard-Fahrer
- Kyle Boller (* 1981), American-Football-Spieler
- Anthony Ervin (* 1981), Schwimmer
- Vanessa Lee Evigan (* 1981), Schauspielerin
- Jeremy Howard (* 1981), Schauspieler
- Flower Tucci (* 1981), Pornodarstellerin
- Ben Shapiro (* 1984), Autor, Rechtsanwalt und politischer Kommentator
- Tyler Blackburn (* 1986), Schauspieler, Sänger und Model
- Shane Sweet (* 1986), Schauspieler, Musiker und Synchronsprecher
- Kelly Blatz (* 1987), Schauspieler und Sänger
- Lalaine Vergara-Paras (* 1987), Schauspielerin
- Kristina Larsen (* 1988), Fußballspielerin
- Taylor Emerson (* 1989), Schauspieler
- Daniel Steres (* 1990), Fußballspieler
- Seychelle Gabriel (* 1991), Schauspielerin und Sängerin
- Matthew Scott Timmons (* 1993), Schauspieler
- Morgan York (* 1993), Kinderdarstellerin und Schauspielerin
- Tanner Buchanan (* 1998), Schauspieler
- Lily Jackson (* 1998), Schauspielerin
- Darcy Rose Byrnes (* 1998), Schauspielerin und Sängerin
- Mateus Ward (* 1999), Schauspieler
- Abby Ryder Fortson (* 2008), Schauspielerin